# Walter Henry Dennison Ritchie
Walter Henry Dennison Ritchie, britanski general, * 1901, † 1984.